# Solenopsis juliae
Solenopsis juliae é uma espécie de formiga do gênero Solenopsis, pertencente à subfamília Myrmicinae.